# Tramwaje w Erfurcie
Tramwaje w Erfurcie (niem. Straßenbahn Erfurt) – system tramwajowy stanowiący trzon publicznego transportu zbiorowego w Erfurcie, stolicy niemieckiego landu Turyngia. Składa się z 6 linii poruszających się po torach o długości 45,2 km i rozstawie 1000 mm, co czyni go systemem średniej wielkości na tle innych systemów w Niemczech. Operatorem jest Erfurter Verkehrsbetriebe (SWE EVAG). 72% torowisk jest poprowadzonych bezkolizyjnie, głównie poza śródmieściem. Z tego powodu system jest niekiedy określany jako Stadtbahn.

## Historia

### Tramwaje konne
W połowie 1882 r. władze miast Erfurt ogłosiły zamiar udzielenia koncesji na budowę i eksploatację tramwajów konnych. Do konkursu stanęły 22 firmy, spośród których wybrano przedsiębiorstwo Marcks & Balke z Berlina. Podpisanie umowy nastąpiło 29 listopada 1882 r. Po 6 miesiącach budowy, 13 maja 1883 r. na ulice Erfurtu wyruszyły tramwaje konne. Początkowo kursowały dwie, a od jesieni tego samego roku trzy linie, a długość torowisk wynosiła niecałe 9 km. W tym czasie Marcks & Balke przeniosło koncesję na nową spółkę Erfurter Straßenbahn AG.
| Linia | Trasa                                             |
| ----- | ------------------------------------------------- |
|       | Flora – Pförtchen – Anger – Ilversgehoven (Depot) |
|       | Hirschgarten – Arnstädter Straße – Schießhaus     |
|       | Andreastor – Domplatz – Anger – Hauptbahnhof      |

Na otwarcie systemu 19 wagonów dostarczyły zakłady Scandia z duńskiego Randers. W 1885 r. dostarczono kolejnych sześć wagonów, w tym dwa letnie z otwartymi platformami. W 1888 i 1891 przybyły jeszcze po trzy wagony.

### Tramwaje elektryczne do 1945

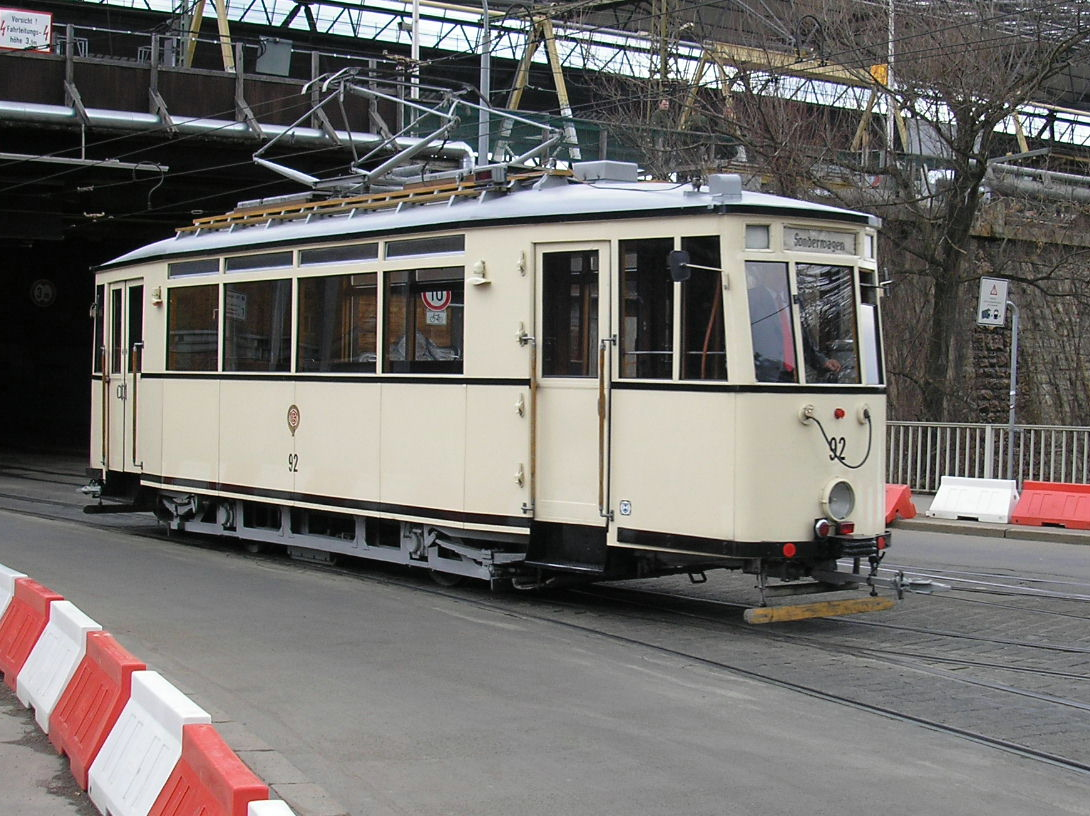
Gotha T2 z 1938 r. przed dworcem głównym

1 kwietnia 1894 r. na linię czerwoną wyjechały pierwsze tramwaje elektryczne. W kolejnych latach rozbudowywano sieć torowisk tramwajowych. W 1904 r. kursowały cztery linie, a w 1912 r. już pięć. W czasie I wojny światowej w charakterze konduktorów i motorniczych zaczęto zatrudniać kobiety. U schyłku wojny tramwajami transportowano rannych żołnierzy do lazaretów.
Po 1918 r. system tramwajowy znalazł się w kryzysie, który wymusił zawieszenie czterech linii. W 1924 r. sytuacja zaczęła wracać do normy i tramwaje zawieszonych linii powróciły na tory. Na przełomie lat 1929 i 1930 linie tramwajowe otrzymały numery w miejsce dotychczas używanych barw.
W czasie II wojny światowej wzrasta liczba przewożonych pasażerów, a wagony często jeździły przeładowane do granic możliwości. Brakuje części zamiennych, a cztery tramwaje zostają podarowane do mocno zniszczonego Essen. W celu uchowania tramwajów przed nalotami, odstawiane są one na przystankach końcowych. 11 kwietnia 1945 r. tramwaje przestają kursować z powodu poważnych zniszczeń taboru i infrastruktury.

### Czasy NRD

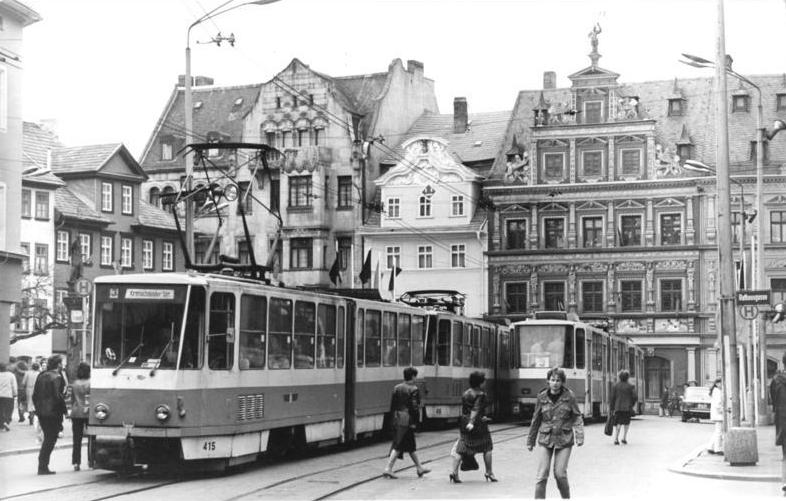
Tramwaje Tatra KT4D w 1983 r.

Krótko po zakończeniu II wojny światowej wznowiono kursowanie tramwajów w Erfurcie. Oprócz przewozu pasażerów wagony tramwajowe wykorzystywano także do usuwania gruzu z ulic miasta. W latach 1957–1966 miasto zakupiło kilkadziesiąt wagonów tramwajowych z fabryki Waggonbau Gotha. W 1963 r. zlikwidowano tory tramwajowe od Dalbergsweg do Hochheimer Straße, a 10 lat później między Hauptbahnhof i Breitscheidstraße. 5 kwietnia 1976 r. w Erfurcie pojawia się pierwszy wagon typu Tatra KT4D. Dwa lata później linia tramwajowa nr 3 dociera do nowych osiedli mieszkaniowych w Gispersleben. W 1981 r. linia tramwajowa nr 3 ulega kolejnemu przedłużeniu, tym razem do nowej pętli Kruspeweg. W 1985 r. powstaje nowa linia nr 6 do dzielnicy Wiesenhügel. W 1989 r. powstaje nowa baza transportowa w Windischholzhausen, do której zostaje przedłużona linia nr 3.

### Po zjednoczeniu Niemiec

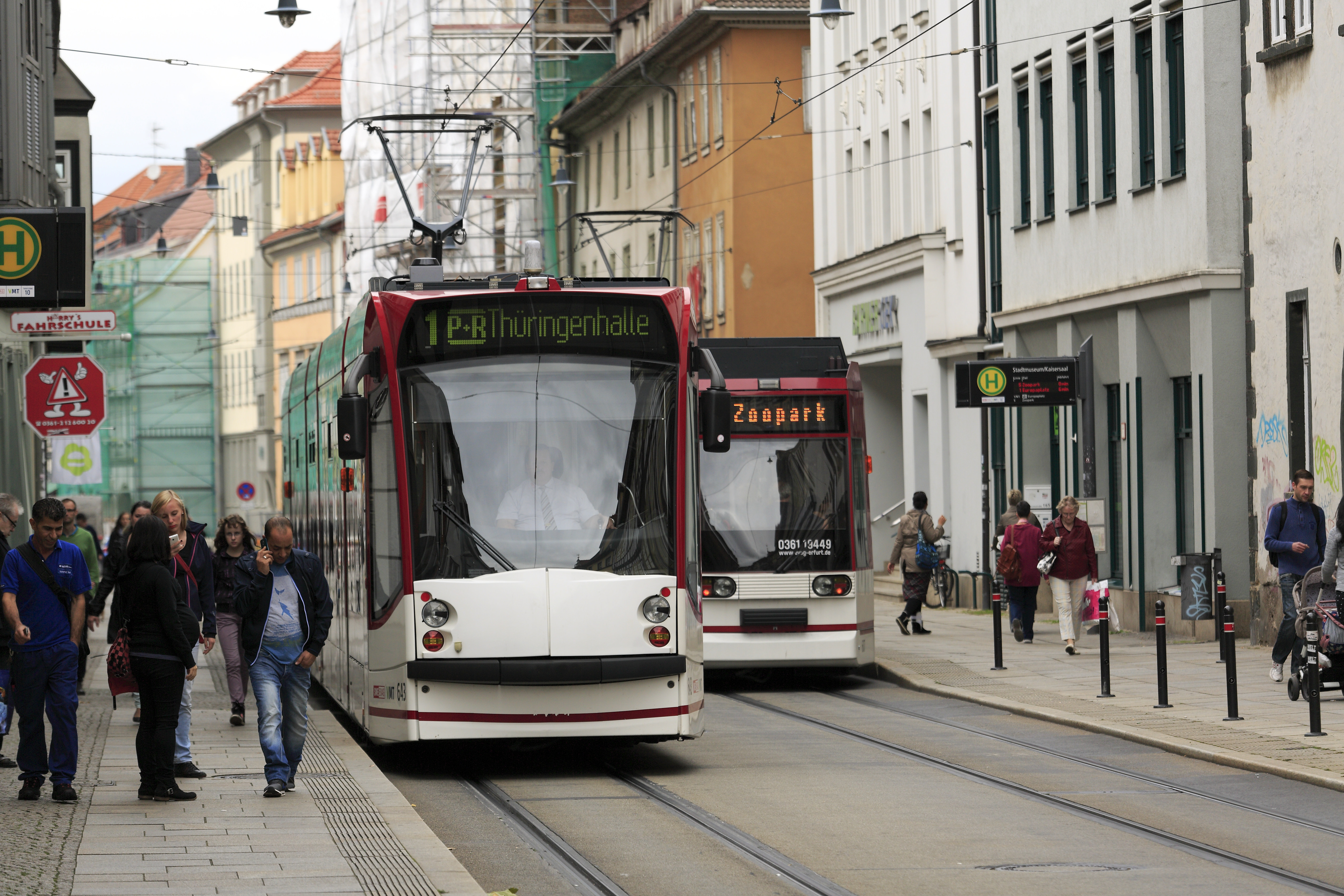
Tramwaje Combino i MGT6D na Johannesstraße, 2016

Po zjednoczeniu Niemiec w 1990 r. rozpoczęły się szeroko zakrojone prace remontowe obejmujące przystosowanie torowisk i przystanków do tramwajów niskopodłogowych. W 1991 r. miejscowe warsztaty tramwajowe rozpoczęły modernizację posiadanych wagonów typu KT4D. W 1994 r. do eksploatacji wprowadzono pierwsze częściowo niskopodłogowe tramwaje typu MGT6D. Dwa lata później rada miasta podejmuje uchwałę w sprawie przekształcenia systemu tramwajowego w Stadtbahn; prace rozpoczynają się w 1997 r. W 1999 r. Erfurt rozszerza flotę tramwajów niskopodłogowych o wagony typu Combino. W 2005 r. wydłużono linię nr 4 do Bindersleben, a do miasta dotarły kolejne wagony Combino. Dwa lata później otwarty zostaje nowy odcinek torów między Rieth i Salinenstraße. 29 października 2018 r. podpisano umowę na dostawę 14 nowych tramwajów typu Tramlink. W 2020 r. wyremontowano znaczne odcinki torowisk. Rok później, 1 lipca pierwszy tramwaj typu Tramlink rozpoczął kursowanie z pasażerami. W 2023 r. remont przeszła pętla tramwajowa Grubenstraße.

## Linie tramwajowe
Stan z 14 czerwca 2024 r.
| Linia | Trasa                                                                                          |
| ----- | ---------------------------------------------------------------------------------------------- |
| 1     | Europaplatz – Rieth – Salinenstraße – Anger – Hauptbahnhof – Thüringenhalle (/ Steigerstraße)  |
| 2     | P+R Messe – egapark – Domplatz Süd – Anger – Hauptbahnhof – Wiesenhügel                        |
| 3     | Europaplatz – Universität – Domplatz Nord – Anger – Hauptbahnhof – Urbicher Kreuz              |
| 4     | Bindersleben – Flughafen – Hauptfriedhof – Brühler Garten – Anger – Hanseplatz/FH – Ringelberg |
| 5     | Zoopark – Anger – Hauptbahnhof                                                                 |
| 6     | Rieth – Universität – Domplatz Nord – Anger – Hauptbahnhof – Steigerstraße (/ Thüringenhalle)  |

## Tabor
Stan z 14 czerwca 2024 r.
| Zdjęcie        | Typ              | Eksploatacja od | Liczba |
| -------------- | ---------------- | --------------- | ------ |
|                | Duewag MGT6D     | 1994            | 15     |
|                | Siemens Combino  | 2000            | 60     |
|                | Stadler Tramlink | 2021            | 14     |
| Łączna liczba: | Łączna liczba:   | Łączna liczba:  | 89     |